# New Hampshire (hønserace)
New Hampshire er en hønserace, der stammer fra USA.
Hanen vejer 3-3,5 kg og hønen vejer 2-2,5 kg. De lægger årligt 250 brune æg à 55-60 gram. Racen findes også i dværgform.

## Farvevariationer
- Hvid(meget sjælden)
- Rødbrun